# Wspólnota administracyjna Auma-Weidatal
Wspólnota administracyjna Auma-Weidatal (niem. Verwaltungsgemeinschaft Auma-Weidatal) – była wspólnota administracyjna w Niemczech, w kraju związkowym Turyngia, w powiecie Greiz. Siedziba wspólnoty znajdowała się w mieście Auma.
Wspólnota administracyjna zrzeszała osiem gmin, w tym jedną gminę miejską (Stadt) i siedem gmin wiejskich: 
1. Auma
2. Braunsdorf
3. Göhren-Döhlen
4. Merkendorf
5. Silberfeld
6. Staitz
7. Wiebelsdorf
8. Zadelsdorf

1 grudnia 2011 wspólnota została rozwiązana. Miasto Auma oraz gminy Braunsdorf, Göhren-Döhlen, Staitz i Wiebelsdorf utworzyły nowe miasto Auma-Weidatal. Pozostałe gminy Merkendorf, Silberfeld i Zadelsdorf weszły w skład miasta Zeulenroda-Triebes.